# Malbranchea filamentosa
Malbranchea filamentosa är en svampart som beskrevs av Sigler & J.W. Carmich. 1982. Malbranchea filamentosa ingår i släktet Malbranchea och familjen Myxotrichaceae.   Inga underarter finns listade i Catalogue of Life.